# 奥林巴斯PEN E-P1

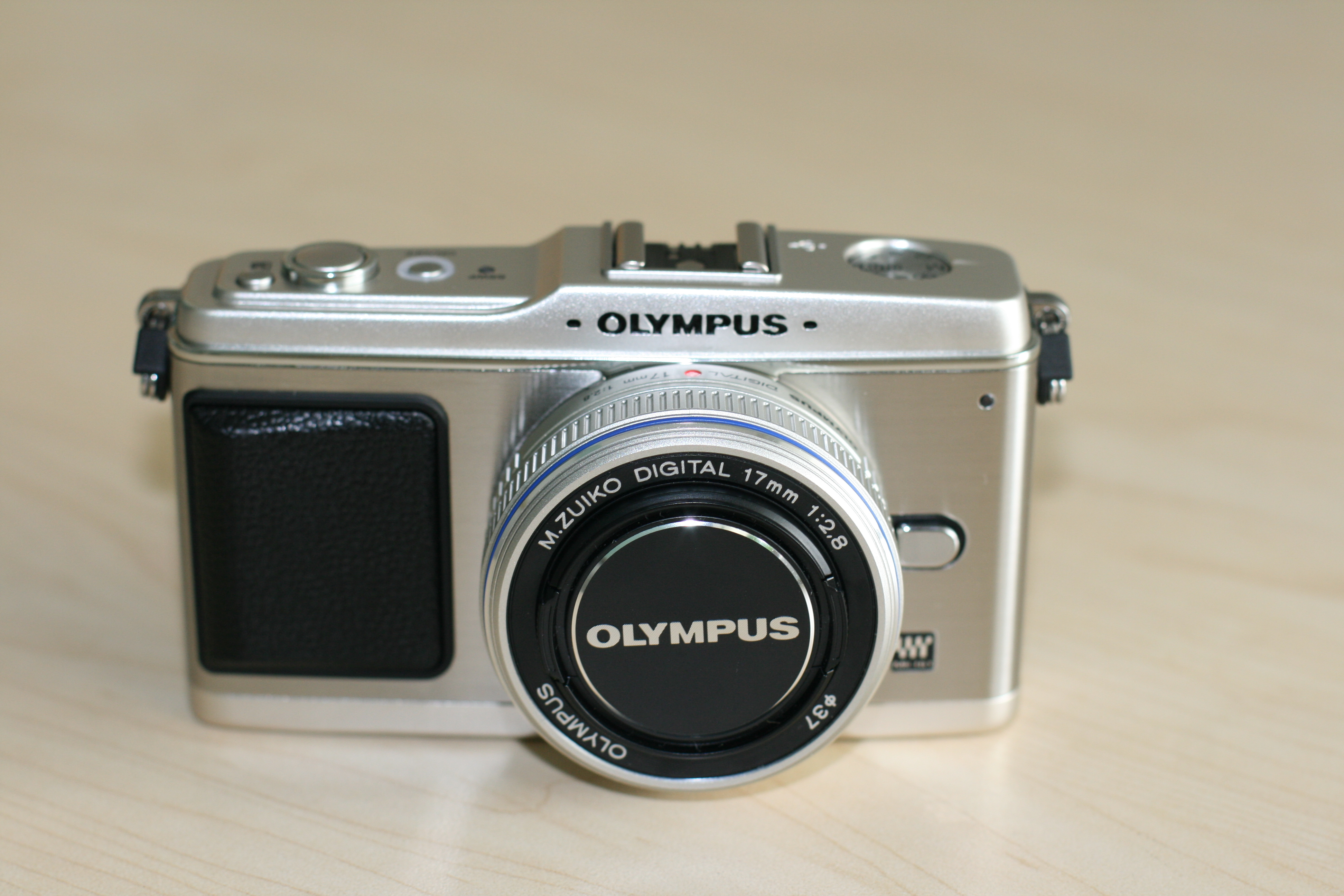
奥林巴斯 Pen E-P1

 奥林巴斯 Pen E-P1是奥林巴斯公司出品的單眼數位相機，為奥林巴斯公司公司第一次採用微4/3鏡頭系統的機種，於2009年7月3日進行販售。

## 概要
2009年6月16日進行產品發表，並預定於7月3日進行販售。
作為奥林巴斯第一台Micro 4/3鏡頭系統的相機，機身內具有防手震及除塵功能，且得到了世界上最輕、最小的可換鏡頭式數位相機的榮耀（2009年6月16日時）。但是由於不內建觀景窗與閃光燈，所以有專用的外接配件可使用。另外Micro 4/3鏡頭系統中由於沒有反射鏡，這種機種嚴格上不能被稱為是單眼反射式相機。因此奥林巴斯稱此機為「微單眼」相機。
名稱中的Pen是因為此機為已販售達50年的Pen系列機種，原因為其迷你的外型設計與Pen系列相似。以設計面來看，機身上部與奥林巴斯 Pen F也有其共通性。
撘載了可錄製720p影片的高解析度動畫模式（HD模式下最長錄影時間為7分鐘）、內含數位水平儀。在處理影像上採用了新開發的TruePic V引擎，還有藝術濾鏡功能。另外以SD/SDHC卡取代了奥林巴斯使用已久的xD卡作為儲存媒體。
機身顏色有銀、白2色，握把部分銀色機搭配黑色握把，白色機搭配米色握把。
奥林巴斯同時發表了Micro 4/3鏡頭系列的標準變焦鏡M.ZUIKO DIGITAL ED 14-42mm F3.5-5.6與餅仔鏡M.ZUIKO DIGITAL 17mm F2.8，標準變焦鏡配色有銀黑兩色。鏡頭也可與松下已販售的Micro 4/3鏡系列相機相容，可互換使用。而且奥林巴斯還發表了適用於4/3鏡系列及OM 系統使用的轉接環，這特別讓本系列機種可以使用所有4/3鏡系列鏡頭的自動對焦功能。另外由於Micro 4/3鏡系統其鏡頭口到感光元件間的距離短，其他公司也依此優點發表販賣了各式各樣的轉接環。
此外E-P1這個型號於與販賣前的奥林巴斯E-3代號相同。

## 規格
| 感光元件          | 高速4/3型LiveMos感應器 17.3mm×13.0mm                                                |
| 有效畫素數        | 1230萬畫素                                                                          |
| 鏡頭介面          | Micro 4/3系統介面                                                                   |
| 自動對焦方式      | 高速影像自動對焦                                                                    |
| 測距點            | 11點                                                                                |
| 測光方式          | TTL感光元件測光（324區數位ESP測光、中央重點平均測光、點測光、高光點測光 /陰影點測光 |
| 連續拍照          | 約3張/秒                                                                            |
| ISO感光度         | ISO100 〜 ISO6400                                                                   |
| 白平衡            | 自動 / 預設 3000-7500k / CWB / 手動                                                 |
| 快門速度          | 60秒 〜 1/4000秒                                                                    |
| 手震補償          | 本體內具防手震機構、依快門速度最大可達四級防手震                                    |
| 觀景窗            | 無（外接品須額外購買）                                                              |
| 液晶顯示器        | 3吋HyperCrystal液晶螢幕・23萬畫素                                                   |
| 記錄媒體          | SD/SDHC記憶卡                                                                       |
| 電源              | 専用鎳氫充電池 BLS-1                                                                |
| 本體大小（W×H×D） | 120.5(W)×70(H)×35(D)mm                                                              |
| 重量（僅本体）    | 335g                                                                                |

## 可利用鏡頭
以下為適用於Micro 4/3鏡系統規格且可以交換使用的鏡頭（在不使用轉接環情況下）。
- 奥林巴斯
  - M.ZUIKO DIGITAL ED 14-42mm F3.5-5.6（銀、黑）
  - M.ZUIKO DIGITAL 17mm F2.8（銀）
  - M.ZUIKO DIGITAL ED 9-18mm F4.0-5.6
  - M.ZUIKO DIGITAL ED 14-150mm F4.0-5.6
- 松下
  - LUMIX G VARIO 7-14mm / F4.0 ASPH.
  - LUMIX G VARIO 14-45mm/F3.5-5.6 ASPH./MEGA O.I.S.
  - LUMIX G VARIO HD 14-140mm/F4.0-5.8 ASPH./MEGA O.I.S.
  - LUMIX G VARIO 45-200mm/F4.0-5.6/MEGA O.I.S.
  - LUMIX G 20mm/F1.7 ASPH